# Crenicichla zebrina
Crenicichla zebrina är en fiskart som beskrevs av Montaña, López-fernández och Donald C.Taphorn 2008. Crenicichla zebrina ingår i släktet Crenicichla och familjen Cichlidae. Inga underarter finns listade i Catalogue of Life.